# Siswa Bazar
Siswa Bazar – miasto w północnych Indiach w stanie Uttar Pradesh, na Nizinie Hindustańskiej.
Populacja miasta w 2001 roku wynosiła 18 920 mieszkańców.